# Бен-Ромдан, Мохамед Али
Мохамед Али Бен-Ромдан (араб. محمد علي بن رمضان‎; род. 6 сентября 1999, Тунис) — тунисский футболист, полузащитник египетского клуба «Аль-Ахли» и сборной Туниса. Участник чемпионата мира 2022 года.

## Клубная карьера
Бен-Ромдан — воспитанник клуба «Эсперанс». 8 апреля 2018 года в матче против «Митлави» он дебютировал в тунисской Лиге 1. 23 февраля 2020 года в поединке против «Хаммам-Лиф» Мохамед забил свой первый гол за «Эсперанс». В составе клуба он пять раз выиграл чемпионат и завоевал Кубок Туниса, а также дважды стал победителем африканской Лиги чемпионов. Летом 2023 года Бен-Ромдан перешёл в венгерский «Ференцварош».

## Международная карьера
20 октября 2019 года в матче чемпионата африканских наций 2020 против сборной Ливии Бен-Ромдан дебютировал за сборную Туниса. В 2022 году Мохамед принял участие в Кубке Африки в Камеруне. На турнире он сыграл в матче против команды Мавритании. 14 июня того же года в поединке Kirin Cup против сборной Японии Мохамед забил свой первый гол за национальную команду. 
В 2022 году Бен-Ромдан принял участие в чемпионате мира в Катаре. На турнире он сыграл в матче против сборной Франции. 

### Голы за сборную Туниса
| #  | Дата         | Место проведения     | Соперник | Счёт | Голы | Соревнование   |
| -- | ------------ | -------------------- | -------- | ---- | ---- | -------------- |
| 1. | 14 июне 2022 | Суйта, Суйта, Япония | Япония   | 0:1  | 0:3  | Kirin Cup 2022 |

## Достижения
Клубные
 «Эсперанс»
- Победитель тунисской Лиги 1 (5) — 2017/2018, 2018/2019, 2019/2020, 2020/2021, 2021/2022
- Победитель Лиги чемпионов КАФ (2) — 2018, 2018/2019
- Обладатель Кубка Туниса (4) — 2019. 2020, 2019/2020, 2020/2021